# Warum ich kein Christ bin
Warum ich kein Christ bin (Originaltitel: Why I Am Not a Christian) ist ein Essay des britischen Philosophen, Mathematikers und Nobelpreisträgers Bertrand Russell aus dem Jahre 1927. Der griffige Titel hat als Klischee verschiedene Nachahmer und ähnlich formulierte Titel inspiriert.

## Entstehung
Der Text basiert auf einem Vortrag, den Russell 1927 in der Stadthalle von Battersea unter der Schirmherrschaft der National Secular Society hielt. Er wurde noch im selben Jahr als Aufsatz veröffentlicht. 1932 erschien erstmals eine deutsche Übersetzung, herausgegeben vom Kreis der Freunde monistischen Schrifttums in Dresden. 1957 gab Paul Edwards den englischen Text, erweitert um einige Essays von Russell zum gleichen Thema und einen Anhang The Bertrand Russell Case (über die Probleme, die Russell nach seinem Eintreten für die Rechte von Homosexuellen in den Vereinigten Staaten entstanden, als er Anfang der 1940er Jahre dort lehren wollte), als Buch neu heraus. Der Vertrieb dieser englischen Ausgabe wurde in verschiedenen Ländern verboten wie zum Beispiel in Südafrika. Diese erweiterte Fassung erschien 1963 im Münchner Szczesny-Verlag und ab 1968 in zahlreichen hohen Neuauflagen bei Rowohlt.

## Inhalt
Russell analysiert in einem ersten Teil zunächst eine Reihe von Gottesbeweisen, so z. B. das Argument der ersten Ursache, den teleologischen Gottesbeweis und mehrere moralische Existenzargumente. Er beurteilt diese Begründungen als logisch nicht zwingend und sogar als der Vorstellung von Gottes Allmacht oder Allwissenheit widersprechend.
In einem zweiten Teil untersucht er die christliche Theologie und kommentiert die Praxis der christlichen Kirchen. Jesus nennt er zwar einen guten, doch nicht sehr guten Menschen, da er denjenigen, die ihm nicht folgten, mehrfach mit Hölle und ewiger Verdammnis gedroht habe. Auch sein Glaube an das unmittelbar bevorstehende Ende der bisherigen Welt sei mit Weisheit bzw. Allwissenheit wohl nicht vereinbar.
Die im Alltag der Christen wenig beachteten oder umsetzbaren moralischen Gesetze des Neuen Testamentes und die in und zwischen den Gesellschaften von den Kirchen nicht oder kaum reduzierte, sondern eher geförderte Gewalt machen für ihn die Kirchen zu dem Hauptfeind („principal enemy“) des moralischen Fortschritts.
Russell sieht die Angst als vorrangige Grundlage der Religion und der damit verbundenen Konflikte. Er hofft, dass die Religion durch die Wissenschaft überwunden wird und der Mensch sich mit der Kraft seiner Intelligenz eine bessere Welt schafft (vgl. Szientismus).

„Die Religion stützt sich vor allem und hauptsächlich auf die Angst. Teils ist es die Angst vor dem Unbekannten und teils, wie ich schon sagte, der Wunsch zu fühlen, dass man eine Art großen Bruder hat, der einem in allen Schwierigkeiten und Kämpfen beisteht. Angst ist die Grundlage des Ganzen – Angst vor dem Geheimnisvollen, Angst vor Niederlagen, Angst vor dem Tod. Die Angst ist die Mutter der Grausamkeit, und es ist deshalb kein Wunder, dass Grausamkeit und Religion Hand in Hand gehen, weil beide aus der Angst entspringen. […] Eine gute Welt braucht Wissen, Güte und Mut, sie braucht keine schmerzliche Sehnsucht nach der Vergangenheit, keine Fesselung der freien Intelligenz durch Worte, die vor langer Zeit von unwissenden Männern gesprochen wurden. Sie braucht einen furchtlosen Ausblick auf die Zukunft und eine freie Intelligenz.“

## Bezugnahmen
Russells Spuren folgend hat der australische Philosoph John Leslie Mackie 1981 die Begründungen für die Existenz Gottes noch weit umfangreicher zusammengetragen und kommt nach ihrer ausführlichen Analyse ebenfalls zu dem Urteil, dass es keinen vernünftigen Grund gebe, an die Existenz des christlichen Gottes zu glauben. Der amerikanische Schriftsteller Philip Roth zitiert in seinem 2008 erschienenen Roman Indignation (dt. Empörung) ausführlich aus Russells Vortrag. Der deutsche Philosophiehistoriker Kurt Flasch veröffentlichte 2013 seine Ablehnung des Christentums unter dem fast gleichen Titel Warum ich kein Christ bin. Bericht und Argumentation, ähnlich im englischen Sprachraum der Autor Richard Carrier.
Hans Küng setzte dem 1987 Why I am still a Christian entgegen. Küng selbst bezog sich unter anderem auf Nietzsche – dem gemäß mit Schwinden der christlichen Religion auch (allgemeingültige) Moralvorstellungen ihre Deutungskraft verlieren. Küng bezweifelt, dass eine absolute Moral allein auf Vernunft gegründet sein kann.
Der Philosoph William E. Connolly hat in Why I Am Not a Secularist (2000, dt. warum ich kein Säkularist bin) verschiedene Aspekte von Russells Argumentation aufgenommen und kritisch kommentiert.  Er unterstellt Russell, dieser wolle einen bisherigen westlichen Bezugspunkt des öffentlichen Lebens, die christlich-jüdische Tradition, durch einen einzelnen anderen, säkular („wissenschaftlich“) begründeten austauschen. Tatsächlich geht es Russell darum, die Wissenschaft als Hilfsmittel zu nutzen, um – im Sinne der Aufklärung – auf unseren eigenen Beinen zu stehen und „die Welt offen und ehrlich anzublicken“. Aufgrund seiner Annahme kommt Connolly zu dem Schluss, einen Gegensatz zwischen seinem radikalen Pluralismus und einem Russell unterstellten Alleinvertretungsanspruch konstruieren zu müssen, und führt Autoren wie Nietzsche, Freud, Judith Butler wie Michael J. Shapiro und Michel Foucault als passende Vertreter einer von ihm propagierten „offeneren Vorgehensweise“ an. Des Weiteren kritisiert Connolly am Säkularismus – den er auf Russell zurückführt – eine Position, welche die selbst vorgetragenen Ziele wie Freiheit und Diversität aufgrund eines unzureichenden und verengten Verständnisses von Öffentlichkeit und Vernunft untergrabe, obwohl gerade Russell eine offene, mutige und aufgeschlossene Sicht auf die Welt befürwortet.

## Ähnliche Titel zu anderen Themen
Mit Warum ich kein Kommunist bin setzte sich der tschechische Schriftsteller Karel Čapek bereits 1924 in der Zeitschrift Přítomnost vom Kommunismus ab.
Das 1952 von C. S. Lewis verfasste Werk Mere Christianity erschien später im Deutschen unter dem Titel Pardon, ich bin Christ – Meine Argumente für den Glauben.
Ein ähnlicher Titel ist unter anderem Why I Am Not a Conservative des Ökonomen Friedrich Hayek (1960).
Der unter dem Pseudonym Ibn Warraq auftretende Islamkritiker veröffentlichte 1995 in Warum ich kein Muslim bin eine Streitschrift, Kancha Ilaiah unter Why I Am Not A Hindu eine beißende Kritik des indischen Kastensystems. Why I Am Not a Scientist (2009) des Anthropologen Jonathan M. Marks setzt sich mit dem verengten Wissenschaftsbegriff im englischsprachigen Sprachraum auseinander. Science wird dort im Gegensatz zum deutschen Gegenüber Wissenschaft deutlich verengt auf naturwissenschaftliche Fächer bezogen.

## Ausgaben
- Bertrand Russell: Why I am not a Christian. Hrsg. von Paul Edwards. George Allen & Unwin, London 1957, OCLC 460035794.
  - Reprint mit einem neuen Vorwort von Simon Blackburn: Routledge, London / New York 2004, ISBN 0-415-32510-2.
- Bertrand Russell: Warum ich kein Christ bin. Aus dem Englischen von Annie Farchy. Vorwort von Kurt Grelling: Wer ist Bertrand Russell. Kreis der Freunde monistischen Schrifttums, Dresden [1932].
- Bertrand Russell: Warum ich kein Christ bin. Aus dem Englischen von Marion Steipe. Szczesny Verlag, München Mai 1963, 2. Auflage Juli 1963 (im Jahr 1963 eine Woche lang auf dem Platz 1 der Spiegel-Bestsellerliste).
- Bertrand Russell: Warum ich kein Christ bin. Aus dem Englischen übertragen von Marion Steipe. Rowohlt, Reinbek bei Hamburg 1968, DNB 457989858, ISBN 3-499-16685-2.
- Bertrand Russell: Warum ich kein Christ bin. Aus dem Englischen von Grete Osterwald. Vorwort von Martin Walser, Nachwort von Sebastian Kleinschmidt. Matthes & Seitz Berlin 2017, ISBN 978-3-95757-268-4.[6]